# Luciana Bokma-Rescia

Lucia Maria Natalina Luciana Bokma-Rescia (Vignole Borbera, 8 juni 1902 – Amsterdam, 7 juli 1995) was een Nederlands verzetsstrijder. Ze was de dochter van Pasquale Rescia en Erminia Fratini, beiden woonachtig bij Turijn in Italië, en werkte mee aan het Nederlands verzet in de Tweede Wereldoorlog.
Op 3 juni 1926 te Tortona (Italië) is zij gehuwd met Johan Henderik (Jan, later ook Giovanni Enrico) Bokma (28 sep 1901 te Smallingerland – 31 mei 1988 Amsterdam). Hij was, na het behalen van zijn MULO-diploma, ambtenaar of schrijver. Hij vervulde ook zijn militaire dienstplicht bij de Grenadiers.
Lucia kwam rond 15 juni 1926 met haar man naar Nederland en vestigde in Amsterdam op verschillende adressen, en vanaf april 1935 aan de Leidsegracht 117, 2e etage, tot augustus 1939. Toen verhuisde zij vervolgens naar de Prinsengracht 657, 1e etage. Zij en haar man Jan waren overtuigd communist en zij konden zich niet verenigen met de opkomst van het fascisme in Italië.
In alle bescheidenheid deed Lucia verzetswerk. Via de Internationale Rode Hulp kwamen zij regelmatig in aanraking met mensen uit verschillende Europese landen die tegen het fascisme waren, vooral uit Italië. Indien nodig namen zij die in huis in Amsterdam, zelfs als het ging om onderduiken. Ook wisten ze een persoonsbewijs te regelen voor Italianen die naar Nederland kwamen. Door haar beslotenheid kreeg dit pas veel later -via haar familie- nadere bekendheid.